# Marc Garthe
Marc Garthe (* 20. Mai 1966 in Toronto, Ontario, Kanada) ist ein ehemaliger deutscher Eishockeyspieler und heutiger -trainer, der während seiner aktiven Spielerkarriere unter anderem für die Eisbären Berlin in der Deutschen Eishockey Liga aktiv war. Seit 2013 betreibt Garthe seine eigene Eishockeyschule unter der Marke Canadian Elite Hockey-Academy (CEHA).

## Karriere als Spieler
Als Garthe von 1984 bis 1987 bei den Columbia Valley Rockies in der Kootenay International Junior Hockey League (KIJHL) spielte, wurde er von 1986 bis 1987 von Tom Renney trainiert. Dieser wiederum war später unter anderem Trainer der kanadischen Nationalmannschaft und der Edmonton Oilers. 1986/87 war Marc Garthe drittbester Topscorer in der Liga und Topscorer seines Teams.
1987 nahm Garthe mit dem Team British Columbia bei den kanadischen Winter Games teil und errang mit seinem Team die Bronzemedaille. Während dieser Zeit spielte Marc Garthe zusammen mit den zukünftigen NHL-Spielern Dallas Drake, Jon Klemm, Dane Jackson und Jim Hiller. Garthe spielte von 1995 bis 1996 für die Eisbären Berlin in der DEL. Er absolvierte insgesamt 37 DEL-Spiele.

## Karriere als Trainer
Während der Spielzeit 2008/09 war Marc Garthe der hauptamtliche Nachwuchstrainer der Harzer Jung-Wölfe sowie in der Saison 2010/11 ebenfalls bei den Harzer Wölfen Braunlage in der Oberliga Spielertrainer, hauptamtlicher Nachwuchstrainer und Vize-Präsident des Vereins.
Vom 15. November 2012 bis November 2013 war Garthe Trainer der Lauterbacher Luchse.
Seit 2013 fokussiert sich Garthe auf die Nachwuchsarbeit und gründete seine eigene Eishockeyschule unter der Marke Canadian Elite Hockey-Academy (CEHA) mit Fokus auf Kinder von vier bis 18 Jahren. Die CEHA veranstaltet jedes Jahr mehrfach Trainings-Camps in ganz Deutschland. Zum Trainer-Stab gehören neben Garthe auch die aus der DEL bekannten Spieler Tino Boos, Len Soccio, Terry Campbell und Boris Rousson sowie andere Trainer. Eine Besonderheit der CEHA sind die eigenen All-Star-Teams, in die Teilnehmer der Trainingscamps nominiert werden. Die All-Star-Teams nehmen erfolgreich an nationalen und internationalen Turnieren teil und werden von Garthe gecoacht.
Von 2015 bis zum Ende der Saison 2016/17 unterrichtete Garthe zusätzlich im Trainerstab der Nachwuchsabteilung der Grizzlys Wolfsburg.
Zur Saison 2019/2020 übernahm Garthe zusätzlich zu dem Engagement in seiner Eishockeyschule die Position des Head Coaches bei dem Eishockey Club Huskies Luxemburg.

## Erfolge und Auszeichnungen
- 1987 Bronzemedaillengewinner bei den Kanadischen Winterspielen mit dem Team British Columbia
- 2013 Hessenligameister und Pokalsieger mit dem EC Lauterbach